# لازار یووانوویچ
لازار یووانوویچ (صربی: Lazar Jovanović؛ زادهٔ ۱۳ ژوئیهٔ ۱۹۹۳) بازیکن فوتبال اهل صربستان است.
وی همچنین در تیم ملی فوتبال صربستان بازی کرده‌است.